# 300 millas al cielo
300 millas al cielo (título original: 300 mil do nieba) es una película polaca de 1989, dirigida por Maciej Dejczer. Premios del Cine Europeo 1989: Premio Fassbinder a la mejor película revelación (Young European Film of the Year) y 4 nominaciones - director, guion, fotografía, música.

## Sinopsis
Basada en una historia real que data de 1985, dos jóvenes polacos escapan de la Polonia comunista para llegar a Suecia, escondidos debajo de un camión. En la película, su destino ha sido cambiado a Dinamarca.